# Лаповци
Лаповци су насељено место у саставу општине Трнава у Осјечко-барањској жупанији, Република Хрватска.

## Историја
До територијалне реорганизације у Хрватској налазили су се у саставу старе општине Ђаково.

## Становништво
На попису становништва 2011. године, Лаповци су имали 280 становника.

## Попис1991.
На попису становништва 1991. године, насељено место Лаповци је имало 400 становника, следећег националног састава:
| Попис 1991.‍  | Попис 1991.‍  | Попис 1991.‍ | Попис 1991.‍ | Попис 1991.‍ |
| ------------ | ------------ | ----------- | ----------- | ----------- |
|              |              |             |             |             |
| Хрвати       | Хрвати       |             | 363         | 90,75%      |
| Срби         | Срби         |             | 31          | 7,75%       |
| Југословени  | Југословени  |             | 2           | 0,50%       |
| неопредељени | неопредељени |             | 1           | 0,25%       |
| непознато    | непознато    |             | 3           | 0,75%       |
| укупно: 400  |              |             |             |             |